# Jan-Erik Gustafsson
Jan-Erik Gustafsson, född 11 december 1970 i Helsingfors, är en finländsk cellist. Han är son till Kaj-Erik Gustafsson.
Efter studier i Finland fortsatte Gustafsson studierna vid Edsbergs musikskola i Stockholm för Frans Helmerson (diplom 1992). Han vann tredje pris i cellotävlingen i Åbo 1986, och utsågs samma år av Eurovisionen till "Young Musician of the Year". År 1994 vann han första pris i Young Concert Artist-tävlingen i New York. Recitaler bland annat i London, Tokyo, Washington, D.C. och New York (Carnegie Hall) och solistuppträdanden med åtskilliga orkestrar. Gustafssons repertoar är mångsidig, med en viss fäbless för Igor Stravinskij, Dmitrij Sjostakovitj och Sergej Prokofiev. Han var medlem av Nya Helsingforskvartetten 1982–1995 och blev konstnärlig ledare för Sibeliusdagarna i Lovisa 1998.